# مايك فيتزباتريك (ناقد موسيقي)
مايك فيتزباتريك (بالإنجليزية: Mike Fitzpatrick)‏ هو ناقد موسيقي أسترالي، ولد في 26 سبتمبر 1973 في باثرست في أستراليا.

## وصلات خارجية
- مايك فيتزباتريك على موقع IMDb (الإنجليزية)